# Plaatsvervangende nucleofiele substitutie
De plaatsvervangende nucleofiele substitutie is een type nucleofiele aromatische substitutie, waarbij een waterstofatoom op de aromatische ring wordt vervangen en geen substituent, zoals bij de meeste andere soorten nucleofiele substituties. De reactie werd voor het eerst beschreven in 1987 door Mieczysław Mąkosza en Jerzy Winiarski.

## Reactieverloop
Een dergelijke reactie grijpt plaats wanneer een sterk elektronenzuigende groep, zoals een nitrogroep, op een aromaat gesubstitueerd is. Het ortho-koolstofatoom in nitrobenzeen is partieel positief geladen, omdat de pi-elektronen naar de nitrogroep worden gezogen, en het waterstofatoom is dus zwakker gebonden. Hierdoor kan een carbanion adderen aan dit partieel positief geladen koolstofatoom. Aan deze carbanionen worden twee eisen gesteld: zij dienen te beschikken over een leaving group (X) en een elektronenzuigende groep (EWG). Vervolgens wordt het waterstofatoom (dat oorspronkelijk aan de benzeenring vastzat) afgesplitst en ontstaat door eliminatie een dubbele binding naar het geaddeerde koolstofatoom. Dit wordt vervolgens nog geprotoneerd, zodat de aromaticiteit herwonnen wordt.